# Colletes perplexus
Colletes perplexus är en biart som beskrevs av Smith 1879. Colletes perplexus ingår i släktet sidenbin, och familjen korttungebin. Inga underarter finns listade i Catalogue of Life.